# Liste der Bodendenkmäler in Marxheim
Auf dieser Seite sind die Bodendenkmäler in der schwäbischen Gemeinde Marxheim zusammengestellt. Diese Tabelle ist eine Teilliste der Liste der Bodendenkmäler in Bayern. Grundlage ist die Bayerische Denkmalliste, die auf Basis des Bayerischen Denkmalschutzgesetzes vom 1. Oktober 1973 erstmals erstellt wurde und seither durch das Bayerische Landesamt für Denkmalpflege geführt wird. Die folgenden Angaben ersetzen nicht die rechtsverbindliche Auskunft der Denkmalschutzbehörde.

## Gemeinde Marxheim

### Gemarkung Bertoldsheim
| Lage                    | Objekt                                              | Akten-Nr.     | Bild |
| ----------------------- | --------------------------------------------------- | ------------- | ---- |
| Bertoldsheim (Standort) | Siedlung vor- und frühgeschichtlicher Zeitstellung. | D-1-7231-0011 |      |

### Gemarkung Burgmannshofen
| Lage                      | Objekt | Akten-Nr.     | Bild |
| ------------------------- | --- | ------------- | ---- |
| Burgmannshofen (Standort) | Straße der römischen Kaiserzeit.                                                                                      | D-7-7231-0030 |      |
| Burgmannshofen (Standort) | Siedlung vorgeschichtlicher Zeitstellung.                                                                             | D-7-7231-0162 |      |
| Burgmannshofen (Standort) | Mittelalterliche und frühneuzeitliche Befunde im Bereich der Katholischen Filialkirche St. Gertrud in Burgmannshofen. | D-7-7231-0190 |      |

### Gemarkung Daiting
| Lage               | Objekt                                     | Akten-Nr.     | Bild |
| ------------------ | ------------------------------------------ | ------------- | ---- |
| Daiting (Standort) | Grabhügel vorgeschichtlicher Zeitstellung. | D-7-7231-0012 |      |

### Gemarkung Gansheim
| Lage                | Objekt | Akten-Nr.     | Bild |
| ------------------- | --- | ------------- | ---- |
| Gansheim (Standort) | Mittelalterliche und frühneuzeitliche Befunde im Bereich der Kirchenruine St. Wolfgang.                         | D-7-7131-0051 |      |
| Gansheim (Standort) | Mittelalterliche und frühneuzeitliche Befunde im Bereich der Katholischen Pfarrkirche St. Gallus in Übersfeld.  | D-7-7131-0065 |      |
| Gansheim (Standort) | Grabhügel vorgeschichtlicher Zeitstellung.                                                                      | D-7-7231-0016 |      |
| Gansheim (Standort) | Grabhügel vorgeschichtlicher Zeitstellung.                                                                      | D-7-7231-0017 |      |
| Gansheim (Standort) | Grabhügel vorgeschichtlicher Zeitstellung.                                                                      | D-7-7231-0019 |      |
| Gansheim (Standort) | Grabhügel der Bronzezeit.                                                                                       | D-7-7231-0020 |      |
| Gansheim (Standort) | Villa rustica der römischen Kaiserzeit.                                                                         | D-7-7231-0021 |      |
| Gansheim (Standort) | Straße der römischen Kaiserzeit.                                                                                | D-7-7231-0027 |      |
| Gansheim (Standort) | Grabhügel vorgeschichtlicher Zeitstellung.                                                                      | D-7-7231-0109 |      |
| Gansheim (Standort) | Siedlung vor- und frühgeschichtlicher Zeitstellung.                                                             | D-7-7231-0110 |      |
| Gansheim (Standort) | Siedlung vor- und frühgeschichtlicher Zeitstellung.                                                             | D-7-7231-0120 |      |
| Gansheim (Standort) | Siedlung vor- und frühgeschichtlicher Zeitstellung.                                                             | D-7-7231-0123 |      |
| Gansheim (Standort) | Freilandstation des Alt- und Mittelpaläolithikums.                                                              | D-7-7231-0163 |      |
| Gansheim (Standort) | Straße der römischen Kaiserzeit.                                                                                | D-7-7231-0169 |      |
| Gansheim (Standort) | Mittelalterliche und frühneuzeitliche Befunde im Bereich der Katholischen Pfarrkirche St. Nikolaus in Gansheim. | D-7-7231-0192 |      |
| Gansheim (Standort) | Befunde der frühen Neuzeit im Bereich des ehemaligen Wasserschlosses in Gansheim.                               | D-7-7231-0194 |      |

### Gemarkung Graisbach
| Lage                 | Objekt | Akten-Nr.     | Bild |
| -------------------- | --- | ------------- | ---- |
| Graisbach (Standort) | Viereckschanze der Spätlatènezeit.                                                                           | D-7-7231-0037 |      |
| Graisbach (Standort) | Villa rustica der römischen Kaiserzeit.                                                                      | D-7-7231-0038 |      |
| Graisbach (Standort) | Burgstall des Mittelalters.                                                                                  | D-7-7231-0039 |      |
| Graisbach (Standort) | Grabhügel vorgeschichtlicher Zeitstellung.                                                                   | D-7-7231-0040 |      |
| Graisbach (Standort) | Siedlung vor- und frühgeschichtlicher Zeitstellung.                                                          | D-7-7231-0041 |      |
| Graisbach (Standort) | Grabhügel vorgeschichtlicher Zeitstellung.                                                                   | D-7-7231-0042 |      |
| Graisbach (Standort) | Grabhügel vorgeschichtlicher Zeitstellung.                                                                   | D-7-7231-0043 |      |
| Graisbach (Standort) | Siedlung vor- und frühgeschichtlicher Zeitstellung.                                                          | D-7-7231-0044 |      |
| Graisbach (Standort) | Grabhügel vorgeschichtlicher Zeitstellung.                                                                   | D-7-7231-0045 |      |
| Graisbach (Standort) | Grabhügel vorgeschichtlicher Zeitstellung.                                                                   | D-7-7231-0047 |      |
| Graisbach (Standort) | Grabhügel vorgeschichtlicher Zeitstellung.                                                                   | D-7-7231-0049 |      |
| Graisbach (Standort) | Villa rustica der römischen Kaiserzeit.                                                                      | D-7-7231-0050 |      |
| Graisbach (Standort) | Grabhügel vorgeschichtlicher Zeitstellung.                                                                   | D-7-7231-0052 |      |
| Graisbach (Standort) | Siedlung vor- und frühgeschichtlicher Zeitstellung.                                                          | D-7-7231-0111 |      |
| Graisbach (Standort) | Kreisgraben vor- und frühgeschichtlicher Zeitstellung.                                                       | D-7-7231-0119 |      |
| Graisbach (Standort) | Siedlung vor- und frühgeschichtlicher Zeitstellung.                                                          | D-7-7231-0127 |      |
| Graisbach (Standort) | Siedlung des Neolithikums.                                                                                   | D-7-7231-0139 |      |
| Graisbach (Standort) | Siedlung vorgeschichtlicher Zeitstellung.                                                                    | D-7-7231-0166 |      |
| Graisbach (Standort) | Mittelalterliche und frühneuzeitliche Befunde im Bereich der Burgruine Graisbach.                            | D-7-7231-0171 |      |
| Graisbach (Standort) | Mittelalterliche und frühneuzeitliche Befunde im Bereich der Katholischen Pfarrkirche St. Vitus in Lechsend. | D-7-7231-0198 |      |
| Graisbach (Standort) | Befunde der frühen Neuzeit im Bereich der St. Josefskapelle in Lechsend.                                     | D-7-7231-0199 |      |

### Gemarkung Marxheim
| Lage                | Objekt | Akten-Nr.     | Bild |
| ------------------- | --- | ------------- | ---- |
| Marxheim (Standort) | Siedlung vor- und frühgeschichtlicher Zeitstellung.                                                                   | D-7-7231-0081 |      |
| Marxheim (Standort) | Siedlung vor- und frühgeschichtlicher Zeitstellung.                                                                   | D-7-7231-0082 |      |
| Marxheim (Standort) | Siedlung vor- und frühgeschichtlicher Zeitstellung.                                                                   | D-7-7231-0083 |      |
| Marxheim (Standort) | Siedlung vor- und frühgeschichtlicher Zeitstellung.                                                                   | D-7-7231-0084 |      |
| Marxheim (Standort) | Grabenanlage und Siedlung vor- und frühgeschichtlicher Zeitstellung.                                                  | D-7-7231-0086 |      |
| Marxheim (Standort) | Siedlung der Bronzezeit.                                                                                              | D-7-7231-0087 |      |
| Marxheim (Standort) | Burgstall des Mittelalters.                                                                                           | D-7-7231-0088 |      |
| Marxheim (Standort) | Siedlung des Neolithikums.                                                                                            | D-7-7231-0133 |      |
| Marxheim (Standort) | Freilandstation des Mittelpaläolithikums.                                                                             | D-7-7231-0158 |      |
| Marxheim (Standort) | Freilandstation des Mittelpaläolithikums und des Mesolithikums sowie Siedlung des Neolithikums.                       | D-7-7231-0161 |      |
| Marxheim (Standort) | Siedlung des Neolithikums.                                                                                            | D-7-7231-0201 |      |
| Marxheim (Standort) | Mittelalterliche und frühneuzeitliche Befunde im Bereich der Katholischen Pfarrkirche St. Peter und Paul in Marxheim. | D-7-7231-0202 |      |

### Gemarkung Neuhausen
| Lage                 | Objekt | Akten-Nr.     | Bild |
| -------------------- | --- | ------------- | ---- |
| Neuhausen (Standort) | Siedlung vor- und frühgeschichtlicher Zeitstellung.                                                             | D-7-7231-0058 |      |
| Neuhausen (Standort) | Straße der römischen Kaiserzeit.                                                                                | D-7-7231-0059 |      |
| Neuhausen (Standort) | Grabhügel vorgeschichtlicher Zeitstellung.                                                                      | D-7-7231-0085 |      |
| Neuhausen (Standort) | Grabhügel vorgeschichtlicher Zeitstellung.                                                                      | D-7-7231-0106 |      |
| Neuhausen (Standort) | Mittelalterliche und frühneuzeitliche Befunde im Bereich der Katholischen Filialkirche St. Rochus in Neuhausen. | D-7-7231-0205 |      |

### Gemarkung Schweinspoint
| Lage                     | Objekt | Akten-Nr.     | Bild |
| ------------------------ | --- | ------------- | ---- |
| Schweinspoint (Standort) | Siedlung vor- und frühgeschichtlicher Zeitstellung.                                                                       | D-7-7231-0053 |      |
| Schweinspoint (Standort) | Grabhügel vorgeschichtlicher Zeitstellung.                                                                                | D-7-7231-0054 |      |
| Schweinspoint (Standort) | Grabhügel vorgeschichtlicher Zeitstellung.                                                                                | D-7-7231-0055 |      |
| Schweinspoint (Standort) | Burgstall des Mittelalters.                                                                                               | D-7-7231-0056 |      |
| Schweinspoint (Standort) | Straße der römischen Kaiserzeit.                                                                                          | D-7-7231-0057 |      |
| Schweinspoint (Standort) | Burgstall des Mittelalters.                                                                                               | D-7-7231-0118 |      |
| Schweinspoint (Standort) | Mittelalterliche und frühneuzeitliche Befunde im Bereich der Katholischen Filialkirche St. Bartholomäus in Schweinspoint. | D-7-7231-0207 |      |
| Schweinspoint (Standort) | Mittelalterliche und frühneuzeitliche Befunde im Bereich des ehemaligen Schlosses in Schweinspoint.                       | D-7-7231-0208 |      |